# Alansmia turrialbae
Alansmia turrialbae là một loài dương xỉ trong họ Polypodiaceae. Loài này được Christ Moguel & M. Kessler mô tả khoa học đầu tiên năm 2011.